# Kammergericht

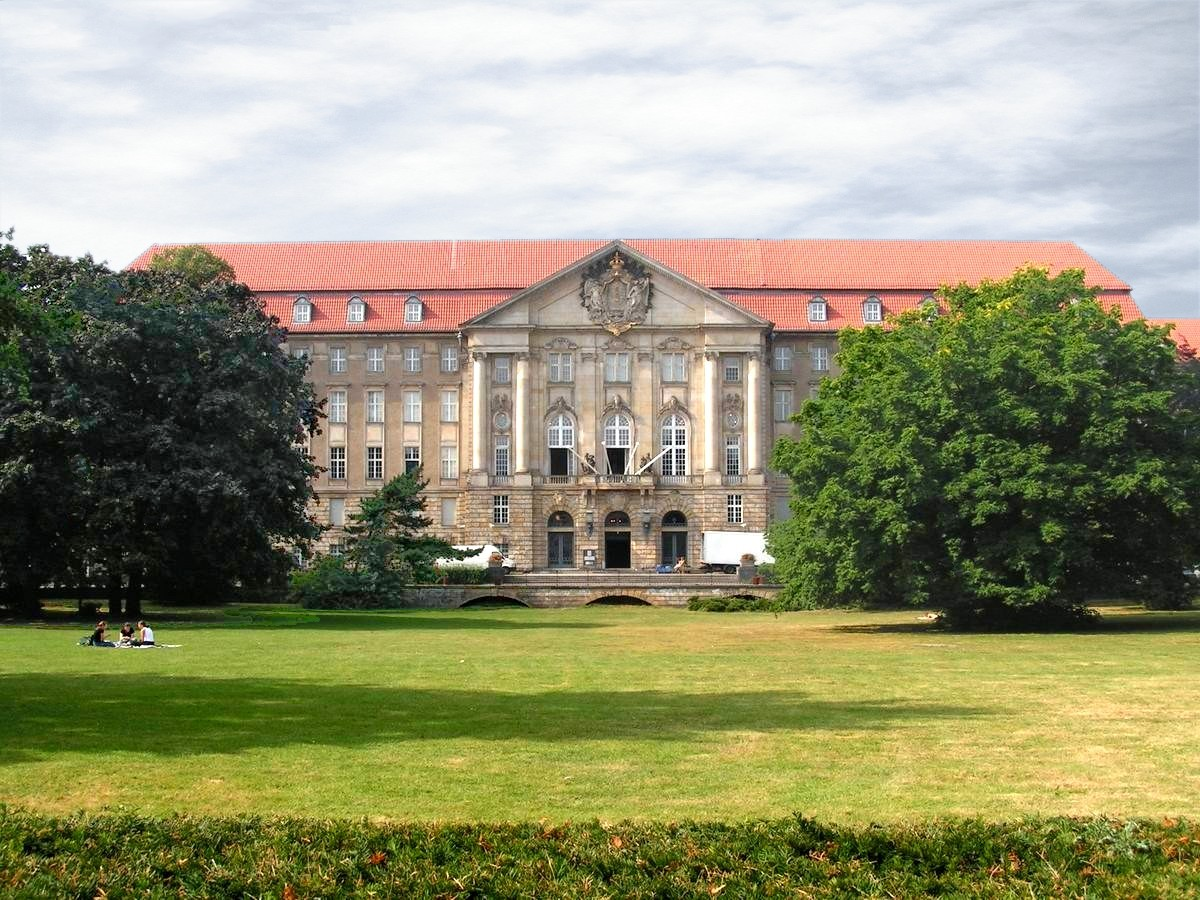
Kammergericht i Schöneberg.

Kammergericht är namnet på förbundslandet Berlins högsta domstol för civil- och straffrättsliga mål, med säte i Kleistpark i Schöneberg i Berlin. Kammergericht flyttade in i byggnaden 1913 på platsen där en tidigare botanisk trädgård befann sig. I byggnaden genomförde under nazitiden Volksgerichtshof skenrättegångar mot bland andra motståndsmännen i 20 juli-gruppen. 1945 tog de allierade över byggnaden där det allierade kontrollrådet huserade. Efter Tysklands återförening återfördes byggnaden till den tyska förvaltningen och sedan 1992 verkar åter Kammergericht här tillsammans med förbundslandet Berlins författningsdomstol och högsta åklagarmyndighet.